# Batrachorhina albolateralis
Batrachorhina albolateralis is een keversoort uit de familie van de boktorren (Cerambycidae). De wetenschappelijke naam van de soort werd in 1882 als Dioristus albolateralis gepubliceerd door Charles Owen Waterhouse.